# Leila Sharaf
Leila Sharaf est une femme politique jordanienne née en  1940 à Beyrouth.
Leila Sharaf a étudié à l'université américaine de Beyrouth.
En 1984, elle prend la tête du ministère de l'Information, poste qu'elle quittera après dix mois pour dénoncer le traitement fait à la liberté de la presse dans le pays. 
En 1989, elle devient sénatrice de Jordanie. Avec huit mandats, elle était en 2018, la femme ayant occupé le plus longtemps ce poste.

## Vie privée
Elle est la femme de l'ancien Premier ministre Abdelhamid Sharaf.